# Улица Толстого (Королёв)
Улица Толстого — улица на южной окраине города Королёв, на территории «Финского посёлка».

## История
Официально посёлок, в котором находится улица Толстого, назывался «Посёлок имени 30-летия Октября». Местные жители прозвали посёлок «финским».
Район «финского» посёлка начал застраиваться в 1946 году в связи с необходимостью срочного выделения жилья новой организации — НИИ-88 (ныне ЦНИИМАШ). С 1946 по 1963 год в посёлке было построено 140 деревянных щитовых домов, которые строили пленные немцы. Посёлок имел четкую планировку квадрата. В центре квадрата была площадка для игр и большая площадь. Все улицы посёлка носили имена русских писателей и поэтов.
Дома были без ванн и горячей воды, с печным отоплением и небольшим приусадебным участком.
Улица Толстого застроена в основном 5-этажными и частными жилыми домами. В доме № 27 (снесён в 1970-е годы) в 1948—1949 годах жил академик А. М. Исаев.

## Трасса
Улица Толстого начинается от улицы Пионерской, пересекает улицы улица Пушкина, улица Некрасова, улица Гоголя и заканчивается на улице Жуковского.

## Достопримечательности, учреждения и организации
- №6 — Архивный отдел городского округа г. Королева[2]
- Мытищинское цветочное хозяйство